# Keysight VEE
VEE (en. für Visual Engineering Environment) ist eine visuelle Programmiersprache von Keysight Technologies. Ursprünglich wurde sie von Hewlett-Packard als HP VEE entwickelt und zwischenzeitlich von Agilent als Agilent VEE weitergeführt. National Instruments bietet sein Konkurrenzprodukt unter dem Namen LabVIEW an.

## Einsatz
VEE wird hauptsächlich in der Messtechnik und Automatisierungstechnik eingesetzt um virtuelle Instrumente (VIs), wie z. B. Oszilloskope, Digital-Voltmeter, Datenlogger, digitale Schalt-Kanäle, Analog-Ausgabe, Waveform-Generator, Zähler und vieles mehr zu erstellen. VEE eignet sich besonders zur Datenerfassung und Verarbeitung und zum Steuern des Programmablaufs. Embedded Matlab-Scripting-Sprache für komplexe Mathematik, grafische Darstellungen und digitale Signalverarbeitung sind direkt integriert und über das VEE-Menü aufrufbar.
Durch die grafische Programmieroberfläche beabsichtigt der Hersteller eine schnelle und intuitive Erlernbarkeit, ohne dass man für einfache Anwendungen über wesentliche Programmierkenntnisse verfügen muss.

## Laufzeitumgebung
In VEE sind unbegrenzte Lizenzen für Laufzeitumgebungen enthalten. So können mit VEE erstellte, lauffähige Programme ohne die Entwicklungsumgebung auf beliebig vielen Systemen installiert werden bzw. weiterverkauft werden.
Ab der Version 8.x ist zur Laufzeit das .Net-Framework erforderlich.